# Christer Abris
Christer Abris, född Kurt Christer Abrahamsson 8 april 1947 i Holmsund i Västerbotten, är en före detta svensk ishockeymålvakt. Han är tvillingbror till den före detta ishockeyspelaren Thommy Abrahamsson.
Christer Abrahamsson spelade för Leksands IF 1965–1974 och 1977–1982 och vann SM i ishockey tre gånger; 1969, 1973, och 1974. Han fick Guldpucken för säsongen 1973-1974 såsom varande säsongens främste svenska spelare. Han spelade professionellt i WHA och New England Whalers 1974–1977.
Han spelade VM fem gånger och vann två silver (1973 och 1981) samt två brons (1972 och 1974). Han deltog i de olympiska vinterspelen 1972 i Sapporo. 
Efter den aktiva karriären tränade han ett antal ishockeylag, bland annat Leksands IF och Skellefteå AIK på 1980- och 1990-talen.